# Хужоков Жанхот Дзаович
Жанхот Дзаович Хужоков (1906, село Нижнє Кожоково Нальчицького округу Терської області, тепер село Нижній Черек Урванського району, Кабардино-Балкарія, Російська Федерація — ?) — радянський діяч, голова Ради міністрів Кабардинської АРСР. Депутат Верховної ради СРСР 2-го скликання.

## Біографія
Народився в селянській родині. Закінчив Ленінське навчальне містечко. Працював рахівником у селищі.
Член ВКП(б).
У 1934—1938 роках — 2-й секретар Урванського районного комітету ВКП(б) Кабардино-Балкарської АРСР, 1-й секретар Нальчицького районного комітету ВКП(б) Кабардино-Балкарської АРСР.
У 1938—1941 роках — голова Кабардино-Балкарської промислової ради; завідувач відділу Кабардино-Балкарського обласного комітету ВКП(б).
У 1942 році — комісар, а потім начальник будівництва оборонних споруд на Кавказі.
З січня 1943 року — народний комісар землеробства Кабардино-Балкарської АРСР.
У травні — серпні 1944 року — секретар Кабардинського обласного комітету ВКП(б).
У 1944—1947 роках — голова Ради народних комісарів (Ради міністрів) Кабардинської АРСР.
З 1948 року — директор Нальчицької кондитерської фабрики Кабардинської (Кабардино-Балкарської) АРСР.
З 1968 року — персональний пенсіонер.

## Нагороди
- орден Леніна (1946)
- орден Трудового Червоного Прапора (1966)
- медалі